# Il ritorno dell'eroe
Il ritorno dell'eroe (Le retour du héros) è un film franco-belga del 2018 diretto da Laurent Tirard.

## Trama
In Borgogna, nel 1809, l’aitante Neuville, capitano degli ussari, si presenta nella residenza dell’abbiente famiglia Beaugrand per chiedere la mano di Pauline, la figlia minore. In quel frangente riceve l'ordine di raggiungere l’Armata diretta contro l’Austria e parte promettendo alla giovane fidanzata di scriverle una lettera al giorno.
Pauline passa giorni di febbrile attesa, ma poi, non ricevendo notizie da mesi, cade malata e in depressione. Sua sorella Elisabeth, in ansia per lei, per darle modo di reagire alle cure scrive una falsa lettera a Pauline, fingendosi il fidanzato. La lettera ridà vigore a Pauline che immediatamente risponde a Neuville. Elisabeth intercetta la missiva della sorella prima che venga spedita e risponde a sua volta, instaurando un singolare rapporto epistolare.
Le lettere di Pauline sono passionali e colme di erotismo; quelle del falso capitano, nate dalla fantasia di Elisabeth, mentre raccontano di battaglie e gesta eroiche, invitano alla moderazione. Dopo l’armistizio tra l’esercito napoleonico e quello austriaco, Elisabeth inventa una missione del capitano in difesa degli insediamenti francesi in India dove poi lui avrebbe fatto fortuna con piantagioni e allevamenti.
Quando le vittorie e le ricchezze del capitano diventano di pubblico dominio, Elisabeth capisce che è venuto il momento di mettere fine alla corrispondenza. Nell’ultima lettera, macchiata con il sangue di un polpastrello di Elisabeth,  Neuville annuncia di essere assediato da preponderanti truppe inglesi e che morirà combattendo con i suoi uomini; conclude invitando Pauline a dimenticarlo e a non rinunciare a un futuro di felicità.
Nel 1812 , tre anni dopo, mentre Elisabeth è in città, vede arrivare un vagabondo con la barba arruffata, sporco e coperto di stracci, che si sfama rubacchiando tra i banchi del mercato, nel quale riconosce senza alcun dubbio Neuville. Lei lo mette alle strette e lui dice di aver disertato e di voler rivedere Pauline. Lei gli rivela che, credendolo morto, Pauline si è sposata e ha due figli, ma che tutti in città lo ritengono morto da eroe. Così lui accetta di ripartire in cambio di un po' di denaro.
Pochi giorni dopo, però, Neuville si presenta alla porta dei Beaugrand, rasato di fresco e con un vestito nuovo. Appena arrivato augura ogni felicità a Pauline e al marito Nicolas e viene accolto trionfalmente da tutti, fuorché da Elisabeth.
Inizia così una schermaglia tra Neuville, che alimenta la sua fama con nuove eroiche imprese e con la rivelazione di aver vinto a carte una miniera di diamanti, ed Elisabeth che, senza confessare di aver dato lei avvio all’impostura, vuole costringerlo ad abbandonare la finzione e ad andarsene via.

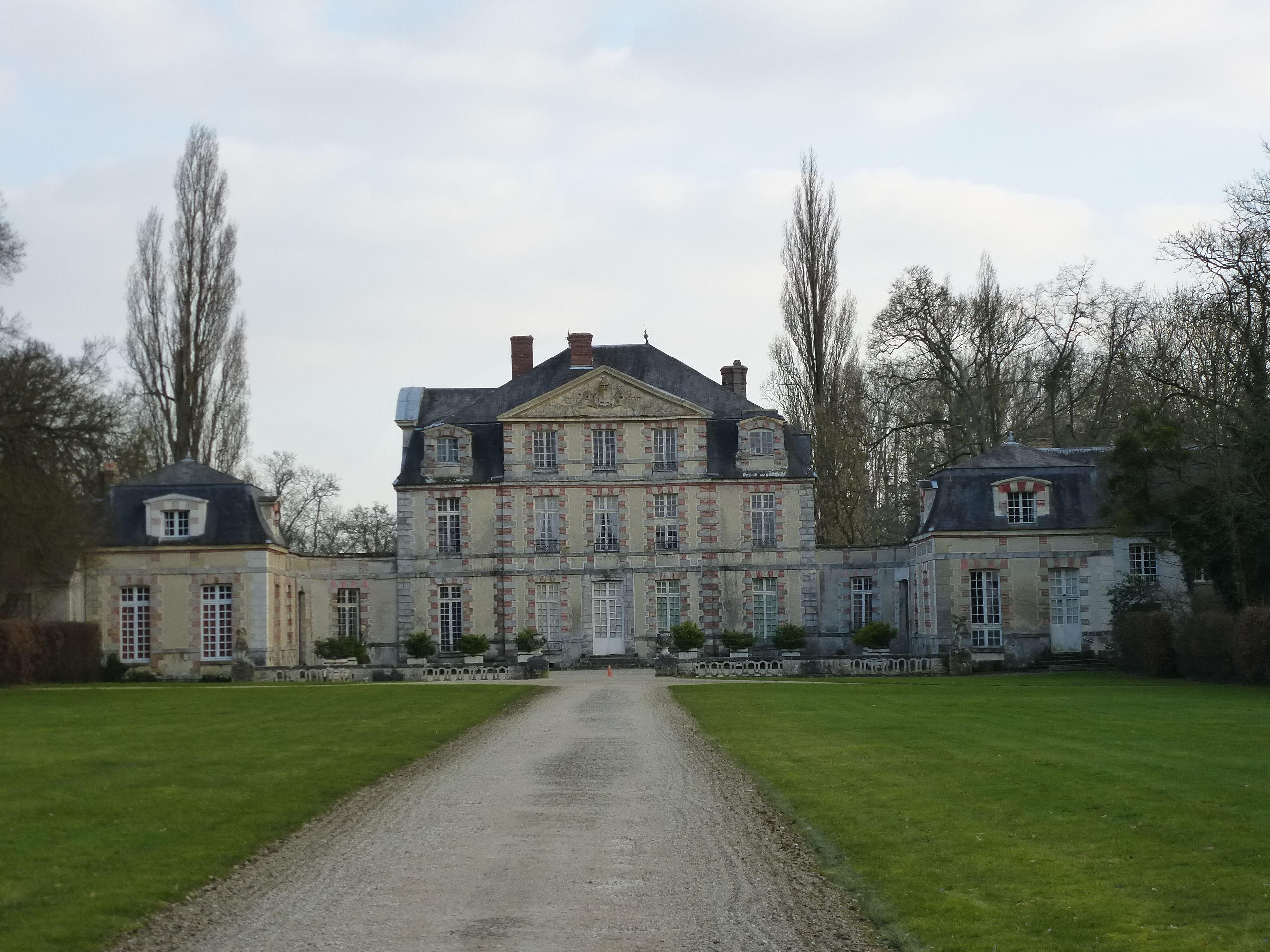
Il castello di Nandy

## Produzione
Le riprese si sono svolte tra maggio e luglio 2017 e sono avvenute a Gerberoy e dintorni, nel dipartimento dell'Oise; nel castello di Nandy (utilizzato dai Beaugrand), nel dipartimento di Senna e Marna; nel castello di Courances, nel dipartimento dell'Essonne; nel castello di Grosbois (per la scena del ballo), a Boissy-Saint-Léger; nel castello di Vaugien, a Saint-Rémy-lès-Chevreuse; nel maniero dei Carneaux, a Saint-Rémy-lès-Chevreuse; ad Ambleville, nel dipartimento della Val-d'Oise.

## Distribuzione
Il debutto nelle sale francesi è stato il 14 febbraio 2018.
La prima in Italia è stata il 31 ottobre 2018 al Festival France Odeon di Firenze.

## Accoglienza

### Critica
Il sito francese AlloCiné riporta la media delle rassegne stampa di 3,4 su una scala di 5.
Il sito Rotten Tomatoes riporta recensioni positive pari all'80% su 15 recensioni riportate.
Le Figaro si è complimentato per la prova di Jean Dujardin, che «sotto gli sgargianti costumi stile Impero ritrova il personaggio del bel deficiente di OSS 117. [...] C'è un'irresistibile codardia nel duello con la pistola».
Per Télérama, «Laurent Tirard invita a una piccante galanteria in costumi napoleonici che evoca i tempi d'oro del cinema francese di Philippe de Broca o Jean-Paul Rappeneau».
Per L'Obs, invece, «Laurent Tirard rincorre la leggerezza delle commedie d'avventura di un tempo con suole di piombo».

### Pubblico
Uscito in 345 copie in tutta la Francia, Il ritorno dell'eroe ha avuto 53 347 spettatori nel primo giorno di programmazione e 289 307 nel primo fine settimana. In un mese, in un massimo di 489 sale, ha totalizzato 769 088 spettatori.
In Italia è stato trasmesso in prima visione TV su Rai 2 il 28 novembre 2022 e ha avuto 1 027 000 spettatori con il 5,2% di share.